# NGC 4650
NGC 4650 is een balkspiraalstelsel in het sterrenbeeld Centaur. Het hemelobject werd op 26 juni 1834 ontdekt door de Britse astronoom John Herschel.

## Synoniemen
- ESO 322-67
- MCG -7-26-38
- AM 1241-402
- DCL 169
- IRAS 12415-4027
- PGC 42891